# (4396) Gressmann
(4396) Gressmann (1981 JH) – planetoida z pasa głównego asteroid okrążająca Słońce w ciągu 3,31 lat w średniej odległości 2,22 j.a. Odkryta 3 maja 1981 roku.